# Heteropoda murina
Heteropoda murina este o specie de păianjeni din genul Heteropoda, familia Sparassidae. A fost descrisă pentru prima dată de Pocock, 1897. Conform Catalogue of Life specia Heteropoda murina nu are subspecii cunoscute.